# 不丹河流
不丹河流列表，列舉不丹境內所有河流，最終均注入印度的布拉馬普特拉河。

## 不丹西部
- 賈爾德哈卡河或迪曲（英语：Jaldhaka River）[1]
- 阿莫曲或托爾薩河[2]
- 翁曲或萊達克河（英语：Raidāk River）[2]

- 哈曲
- 帕洛曲
- 提姆普曲（Thimphu Chhu）

- 莫曲（英语：Mo Chhu） 或 桑科什河[2]

- 波曲（Pho Chhu）
- 唐曲

## 不丹東部
- 瑪納斯河[2]

- 曼德曲或東沙河
- 布姆唐河或穆爾昌費曲
- 壯米曲 （有時被視為瑪納斯河的一部分）

- 庫里曲或洛布拉克河
- 庫龍曲（Kulong Chhu）
- 沃米納曲（Womina Chhu）
- 塔旺曲（Tawang Chhu）或加姆里河（Gamri）

- 帕格拉迪雅河（Pagladiya River）[6]

- 普希馬利河（Puthimari Nadi）
- 當西里河（Dhansiri Nadi）